# راکت‌داین
راکت‌داین (به انگلیسی: Rocketdyne) شرکت آمریکایی سازندهٔ موتورهای موشک است. دفتر اصلی این شرکت در کانوگاپارک، کالیفرنیا، ایالات متحده قرار دارد. این شرکت پیشتر زیرمجموعه‌ای از شرکت‌های نورث‌آمریکن اویشن و بعدها راکول اینترنشنال بود. پس از خریداری شدن راکول توسط بوئینگ در سال ۱۹۹۶، این شرکت بخشی از بوئینگ شد. در سال ۲۰۰۵، بوئینگ راکت‌داین را به پرت اند ویتنی فروخت. این شرکت، راکت‌داین را با سیستم‌های سوختی پت اند ویتنی ادغام کرده و پرت اند ویتنی راکت‌داین (پی‌وی‌آر) را ایجاد کرد.

## نورث آمریکن و راکول اینترنشنال
راکت‌داین توسط نورث آمریکن اوییشن، درست پس از پایان جنگ جهانی دوم و برای مطالعهٔ موشک‌های وی-۲ آلمان و اضافه کردن اندازه‌گیری‌های اس‌ای‌ای و فعالیت‌های ایالات متحده در این زمینه، به وی-۲ شکل گرفت. ان‌ای‌ای برای ساخت موشک‌های پروژه ناواهو از سیستم سوزاننده و تزریق‌کنندهٔ جدای موشک‌های وی-۲ بهره گرفت. این پروژه در دههٔ ۴۰ به عنوان پروژه‌ای بی‌ارزش یاد می‌شد و میزان کمی سرمایه‌گذاری در آن صورت گرفت. جنگ کره در دههٔ ۵۰ همه چیز را تغییر داد. در آن دوران ناواهو با مشکلات زیادی دست و پنجه نرم می‌کرد و در اواخر دههٔ ۵۰ به کلی متوقف شد. اما موتورهای راکت‌داین که به ای-۵ و ان‌ای‌ای۷۵-۱۰۰ معروف بودند، به خوبی کار طراحی شده بودند و برخلاف موشک‌های رداستون به درستی کار می‌کردند.از همین قرار موشک‌های رداستون دوباره طراحی شدند تا از موتورهای راکت‌داین استفاده کنند. با افزودن موتورهای جدید برد موشک‌های رداستون کاهش یافت، ولی در آزمایش‌ها نتایج خوبی به دست آمد. موشک‌ها در سال ۱۹۵۵ وارد چرخهٔ تولید شد. از همین رو نورث آمریکن اوییشن، راکت‌داین را به عنوان یک شرکت مجزا ثبت کرد.
در سال ۱۹۶۷ راکت‌داین و نورث‌آمریکن با شرکت راکول ادغام شدند و شرکت نورث آمریکن راکول و بعدها راکول اینترنشنال را به وجود آوردند.

## موشک‌های تور، دلتا و اطلس
ساختهٔ بعدی راکت‌داین، اس-۳دی، سیستم جدیدی بود، که هم‌زمان با توسعهٔ موشک‌های مشتق شده از فاو-۲ ایجاد شد. اس-۳ در طراحی موشک‌های ژوپیتر و پس از آن رداستون استفاده شد. استفاده نهایی آن در موشک‌های تور بود. طراحی بزرگتری (ال‌آر-۸۹/ال‌آر۱۰۵) برای موشک‌های اطلس استفاده شد. تور استفادهٔ نظامی کوتاهی داشت، ولی در بین سال‌های ۱۹۵۰ تا ۱۹۶۰ ماهواره‌های ایالات متحده با این موشک پرتاب شدند. یکی از نسخه‌های موشک‌های تور، تور-دلتا، پایه‌ای برای ساختن موشک‌های دلتا شد. البته از پایان دههٔ ۱۹۶۰ موشک دلتا دیگر هیچ شباهتی به تور ندارد. موشک دلتا از سیستم تک موتورهٔ آراس-۲۷ استفاده می‌کند، که جایگزینی برای سیستم ۳ موتورهٔ اس-۳ استفاده شده در موشک‌های اطلس بود.
موشک‌های اطلس هم کاربرد نظامی بسیار اندک در عین حالی فضایی بسیار بالایی داشتند. پروژه‌های مرکوری و اطلس-آگنا و اطلس-سناتور همگی نسخه‌هایی از این موشک بودند. موشک اطلس-۵ هنوز برای پرتاب محموله‌های فضایی استفاده می‌شود.

## ناسا
راکت‌داین، یکی از بزرگترین پشتیبانی کنندگان پروژه‌های ناسا بود. طراحی موتورهای موشک‌های ساترن و (نوا) توسط این شرکت صورت گرفت. موتور اچ-۱ راکت‌داین در مرحلهٔ اول موشک ساترن ۱ مورد استفاده قرار گرفت. پنج موتور اف-۱، به مرحلهٔ اول موشک ساترن ۵ قدرت بخشیدند. ۵ موتور جی-۲ در مرحلهٔ دوم موشک ساترن ۲ قرار گرفتند. در سال ۱۹۶۵، راکت‌داین تقریباً تنها تولیدکنندهٔ موتورهای موشک در آمریکا بود. تنها موتورهای موشک‌های تیتان توسط این شرکت تولید نمی‌شد. در این زمان تعداد کارمندان شرکت به ۶۵۰۰۰ نفر می‌رسید. این روند در دههٔ ۱۹۷۰ هم ادامه یافت. زمانی که راکت‌داین مسئولیت طراحی و ساخت موتورهای اصلی شاتل فضایی را بر عهده گرفت. روند کاهش قرار دادهای نظامی و غیر نظامی باعث ضرر شرکت شد. در آن زمان نورث آمریکن اوییشن، تنها سرگرم ایجاد شاتل فضایی بود.

## ضرر کردن
با کاهش قراردادهای شرکت، تعداد کارمندان در سال‌های ۱۹۸۰ و ۱۹۹۰ کاهش یافت. در سال ۱۹۹۶ تمامی بخش‌های فضایی راکول اینترنشنال که شامل نورث آمریکن اوییشن و راکت‌داین می‌شد، به بوئینگ فروخته شد. راکت‌داین به بخشی از سیستم‌های دفاعی بوئینگ ملحق شد. در فوریه ۲۰۰۵، بوئینگ راکت‌داین را به پرت اند ویتنی فروخت.

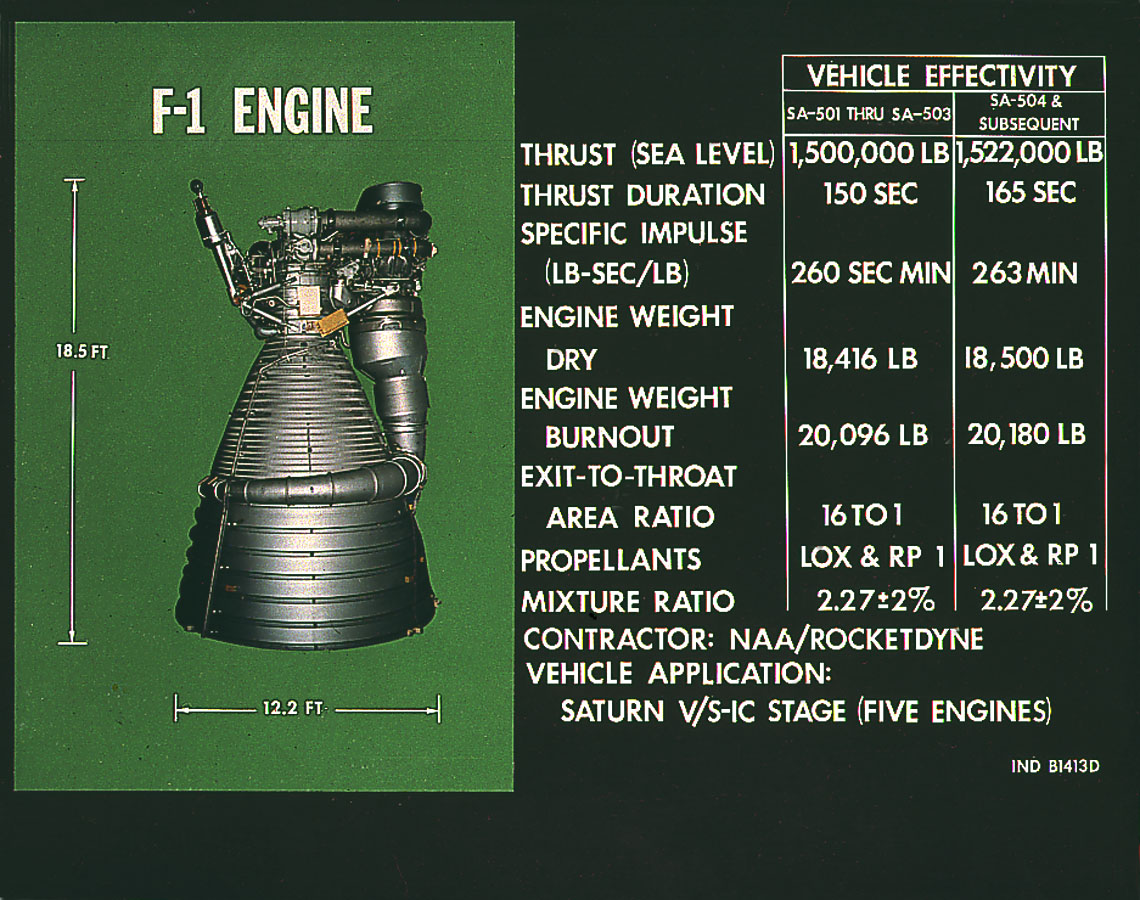
موشک اف-۱

## محصولات
تعدای از محصولات راکت‌داین:
- اچ-۱
- اف-۱
- اس‌اس‌ام‌ای
- جی-۲
- آراس-۶۸
- آراس-۲۷